# Athen Metro
Athen Metro (græsk: Μετρό Αθήνας, Metró Athínas) er en undergrundsbane i Grækenlands hovedstad Athen og dele af Østattika. Metroen inkorporere den tidligere Athens-Piraeus Elektriske Jernbane (eller ISAP), som åbnede i 1869, elektrificeret i 1904, og er nu en del af Linje 1. I 1991 begyndte Attiko Metro at konstruere og udvide af Linje 2 og Linje 3, og Attiko Metro Operationsselskab (AMEL) drev disse linjer fra 2000 til 2011. Metronetværket blev sammenlagt i 2011, da den græske regering grundlæagde